# Eduard Gufeld
Eduard Iefimovitx Gufeld (Kíiv, 19 de març de 1936 - Los Angeles, 23 de setembre de 2002) fou un jugador i escriptor d'escacs soviètic d'Ucraïna, que tenia el títol de Gran Mestre des de 1967.

## Resultats destacats en competició
Gufeld va jugar el seu primer torneig d'escacs el 1953 amb 17 anys. Fou campió júnior d'Ucraïna a l'edat de 18 anys.
Es va convertir en Mestre Internacional el 1964 i en Gran Mestre el 1967.
Va formar part de l'equip soviètic que va vèncer a l'Olimpíada d'Estudiants de 1961 a Hèlsinki, en un equip en què també hi havia Leonid Stein i Vladímir Baguírov, entre d'altres.
A finals dels anys 1950 va destacar com un dels jugadors més forts del món, i va derrotar jugadors de la talla de Mikhaïl Tal, Borís Spasski, Vassili Smislov, Víktor Kortxnoi, David Bronstein, i pràcticament a cada gran jugador soviètic. El 1977 tenia un Elo de 2570 punts, i ocupava la 16a posició a la classificació mundial.
El seu millor rànquing Elo s'ha estimat en 2662 punts, el març de 1977, moment en què tenia 41 anys, cosa que el situaria en 33è lloc mundial en aquella data. Segons chessmetrics, va ser el 30è millor jugador mundial en 2 diferents mesos, entre el gener de 1964 i el novembre de 1968.
Després de la seva etapa com a jugador d'elit, es va traslladar a Tbilisi (Geòrgia) i hi va viure durant més d'una dècada; allà hi va entrenar na Maia Txiburdanidze, qui el 1978 es va convertir en la Campiona del món femenina més jove de la història fins llavors. Després de la caiguda de lURSS, va emigrar als Estats Units. Gufeld no parlava gaire bé l'anglès i als qui se'n reien del seu anglès els deia: "Crec que el meu anglès és millor que el teu rus!". Va fundar el "Comitè dels Escacs Artístics i d'Exhibició" de la FIDE.
El setembre de 2002, Gufeld va patir una apoplexia massiva que el va deixar en coma. Va morir dues setmanes després, a l'edat de 66 anys, al Centre Mèdic Cedars-Sinaí de Los Angeles.

## Partides notables
El mateix Gufelt destacava, de la seva trajectòria, la seva victòria contra Vladímir Bagírov, que anomenava la seva "Mona Lisa", amb una defensa índia de rei; aquesta partida és inclosa a la col·lecció de les cent millors partides de tots els temps de John Nunn. També és destacable la seva victòria de 1967 contra Vassili Smislov a la Spartakiada, Moscou 1967:
Spartakiada, Moscú 1967 Smislov-Gufeld
1.c4 Cf6 2.Cf3 g6 3.b4 Ag7 4.Ab2 O-O 5.e3 b6 6.d4 c5 7.dxc5 bxc5 8.b5 a6 9.a4 Ce4 10.Axg7 Rxg7 11.Dd5 Da5+ 12.Re2 Ab7 13.Dxb7 Cc6 14.Cfd2 Ta7 15.bxc6 Txb7 16.cxb7 Db4 17.Cxe4 Db2+ 18.Cbd2 Dxa1 19.Cxc5 Tb8 20.g3 Da3 21.Cxd7 Txb7 22.Ah3 Dd6 23.c5 Dd5 24.f3 Tb2 25.Td1 e6 26.c6 Dc4+ 27.Re1 Dd3 28.Af1 Dxe3+ 29.Ae2 a5 30.f4 f6 31.c7 Tc2 32.Rf1 Txc7 33.Cc4 Txc4 34.Axc4 Df3+ 35.Re1 Dc3+ 0-1
Posteriorment, en Gufeld va tornar a vèncer n'Smislov a Erevan, el 1975

## Llibres
Gufeld va ser un dels autors més prolífics d'escacs; va escriure més de cent llibres, dels quals es van vendre tres milions i mig de còpies a tot el món. Alguns dels seus llibres més famosos són:
- Beating the Sicilian, Batsford, 1984. ISBN 0713408995.
- Exploiting Small Advantages, Batsford, 1985. 2003 reprint: ISBN 978-0713486483.
- Benko Gambit.  Batsford, 1988. ISBN 978-0713455922.
- Benko Gambit Accepted.  Simon & Schuster, 1988. ISBN 978-0-02-043281-4.
- The Sicilian for the Tournament Player, Batsford, 1989. ISBN 0713461675.
- My Life in Chess, Intl Chess Enterprises, 1993. ISBN 1-879479-21-4.
- Winning With the Torre Attack. ISBN 0805032800.
- An Opening Repertoire For The Attacking Player, Batsford, 1996. ISBN 1857441966.
- The Modern French Tarrasch, Cadogan, 1996. ISBN 1857441036.
- with Eric Schiller: Secrets Of The Sicilian Dragon, Cardoza, 1998. ISBN 0940685922.
- Leonid Stein: Master of Risk Strategy, Thinkers Press, 2000. ISBN 0-938650-54-8.
- with Eric Schiller: Secrets Of The King's Indian (Cardoza Publishing's Essential Opening Repertoire Series), Cardoza, 2000. ISBN 1580420176.
- Chess: The Search for Mona Lisa, Batsford, 2001. ISBN 0-7134-8477-2.
- Bobby Fischer: From Chess Genius to Legend, Thinkers Press, 2003. ISBN 978-0938650843.
- Chess Strategy, Batsford, 2003. ISBN 0-7134-8775-5.
- The Art of the King's Indian, Batsford, 2003. ISBN 978-0713486612.